# Héctor Valenzuela Valenzuela
Héctor Orlando Valenzuela Valenzuela (Santa Cruz, 24 de agosto de 1947), es un comunicador social y político chileno. Ha sido en varias oportunidades alcalde de Santa Cruz.

## Primeros años de vida
Es hijo de Gregorio Valenzuela Parraguez y de Berta Ester Valenzuela Pastene, siendo el menor de diez hijos. Contrajo matrimonio el 13 de septiembre de 1973 con María Eugenia Jofré Donoso, con quien tiene tres hijas.

## Vida pública
A los 19 años, se inicia en la Radio Colchagua como locutor hasta la actualidad. Recidió en España y Suiza por más de una década y regreso en 1984. En 1990 es elegido presidente de la Junta de Vecinos Santa Cruz.
Se postula a Alcalde en las elecciones municipales de 1992, apoyado por el Partido por la Democracia, resultando electo. Es integrante del Partido Socialista.

## Historial electoral

### Elecciones municipales de 1992
- Elecciones Municipales de 1992, para Santa Cruz[2]

### Elecciones municipales de 1996
- Elecciones Municipales de 1996, para Santa Cruz[3]

### Elecciones municipales de 2000
- Elecciones Municipales de 2000, para Santa Cruz[4]

### Elecciones municipales de 2004
- Elecciones Municipales de 2004, para Santa Cruz[5]

### Elecciones municipales de 2008
- Elecciones Municipales de 2008, para Santa Cruz[6]